# Escriptures ibèriques

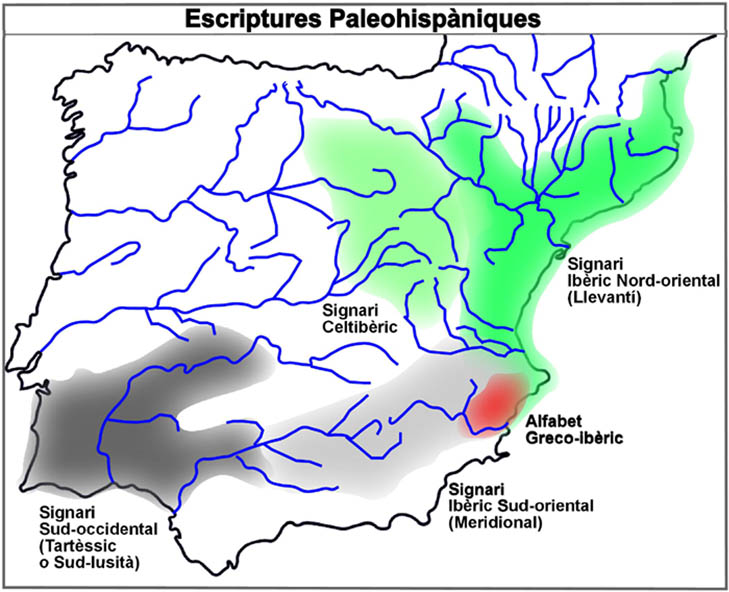
Escriptures paleohispàniques

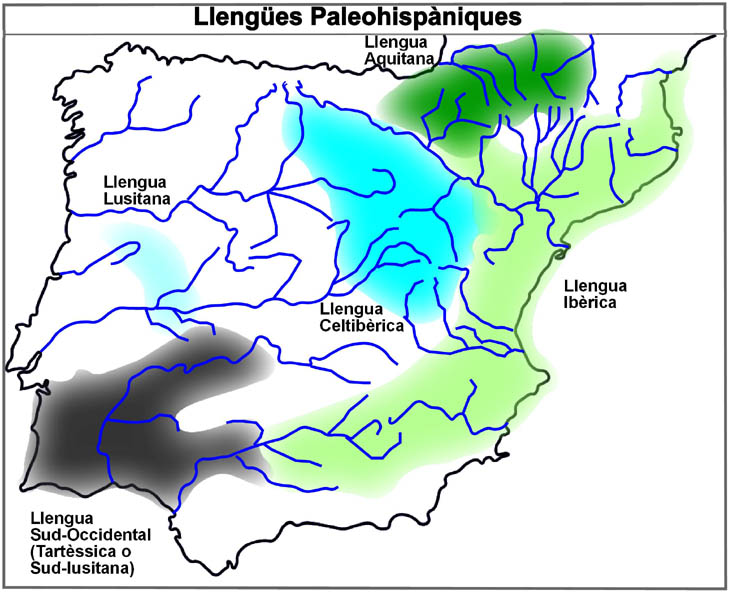
Llengües paleohispàniques

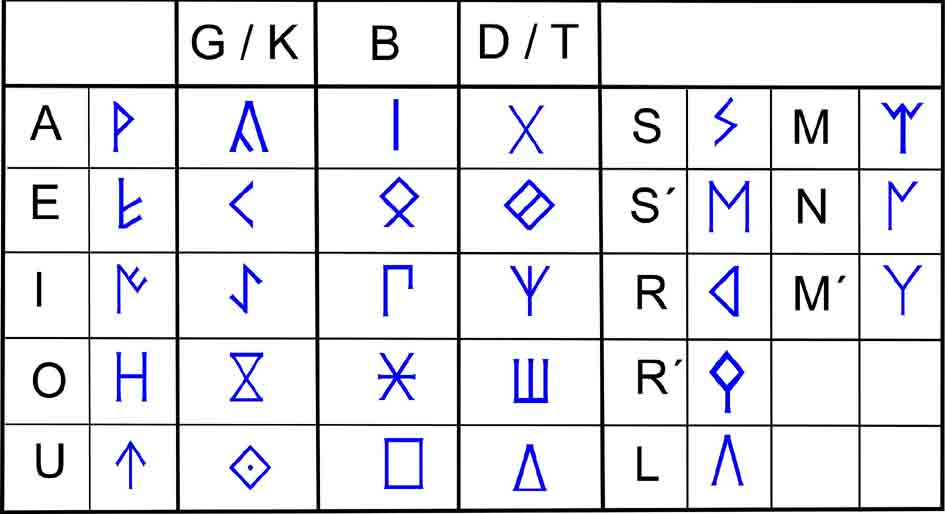
Un signari ibèric nord-oriental no-dual

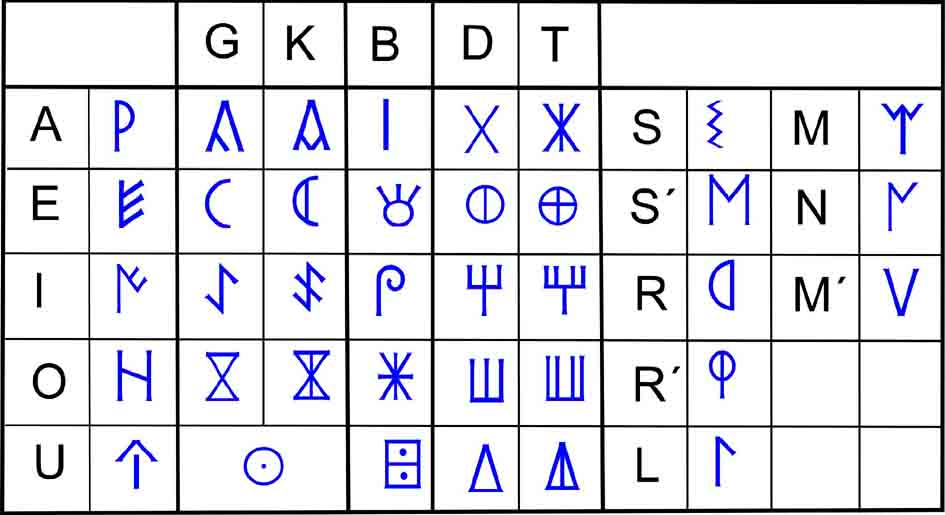
Un signari ibèric nord-oriental dual

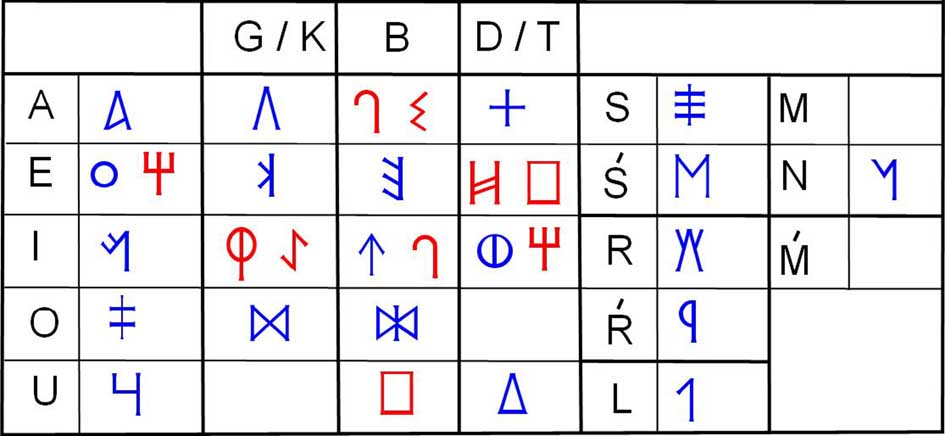
Una proposta de signari ibèric sud-oriental (Correa 2004).

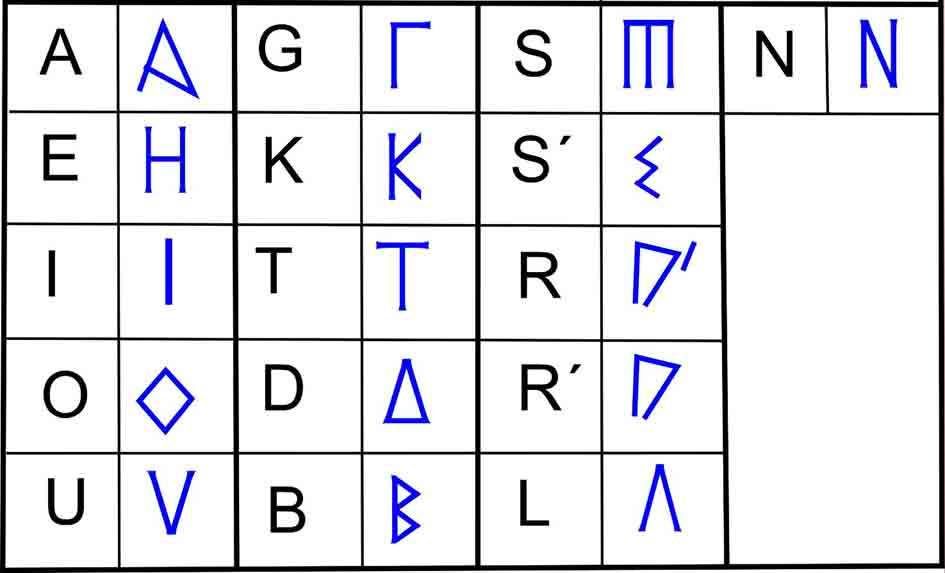
Un alfabet grecoibèric.

Les escriptures ibèriques són les escriptures que els ibers van utilitzar per a representar la seva llengua.
- escriptura ibèrica nord-oriental
  - Variant dual (ss. IV-III aC)
  - Variant no-dual (ss. II-I aC)
- escriptura ibèrica sud-oriental
- alfabet grecoibèric

Tot i que normalment la referència genèrica a un signari o escriptura ibèrica se sol entendre referida al signari ibèric nord-oriental, atès que és amb diferència el més usat (95%). Del signari ibèric nord-oriental se'n coneixen dues variants: la variant dual diferencia els sil·labogrames oclusius dentals i velars sords dels sonors amb un traç afegit de forma que la forma simple representa la sonora i la forma complexa la sorda, mentre que la variant no-dual només presenta les formes simples dels sil·labogrames.
El signari ibèric nord-oriental i el sud-oriental estan d'alguna forma emparentats, però no poden ser considerats meres variants d'un mateix signari, atès que encara que el repertori de signes és similar el seu valor no coincideix en absolut en molts casos. Tant és així, que mentre que el signari ibèric nord-oriental està quasi completament desxifrat i presenta un quadre de valors estable, el signari ibèric sud-oriental no es pot donar per desxifrat, atès que encara hi ha diferències significatives entre els investigadors que han realitzat propostes concretes. A més, cal assenyalar que el signari ibèric sud-oriental és amb diferència molt més similar al signari tartessi, usat per representar una llengua desconeguda, que al signari ibèric nord-oriental, que al seu torn és el model que està en l'origen de l'escriptura celtibèrica, usada pels celtibers per representar la seva lengua.
Mentre que l'alfabet grecoibèric és una adaptació gairebé directa d'un alfabet grec jònic a les particularitats de la llengua ibèrica, el signari ibèric nord-oriental i el sud-oriental presenten la característica distintiva de les escriptures paleohispàniques, atès que ambdues presenten alhora signes amb valor sil·làbic, per les oclusives, i signes amb valor alfabètic, per la resta de consonants i vocals. Des del punt de vista de la classificació dels sistemes d'escriptura, no són alfabets ni sil·labaris, sinó escriptures mixtes que s'identifiquen normalment com a semisil·labaris. Sobre l'origen de les escriptures paleohispàniques no hi ha consens: per alguns investigadors el seu origen està directa i únicament lligat a l'alfabet fenici, mentre que per d'altres en la seva creació també hi hauria influït l'alfabet grec.

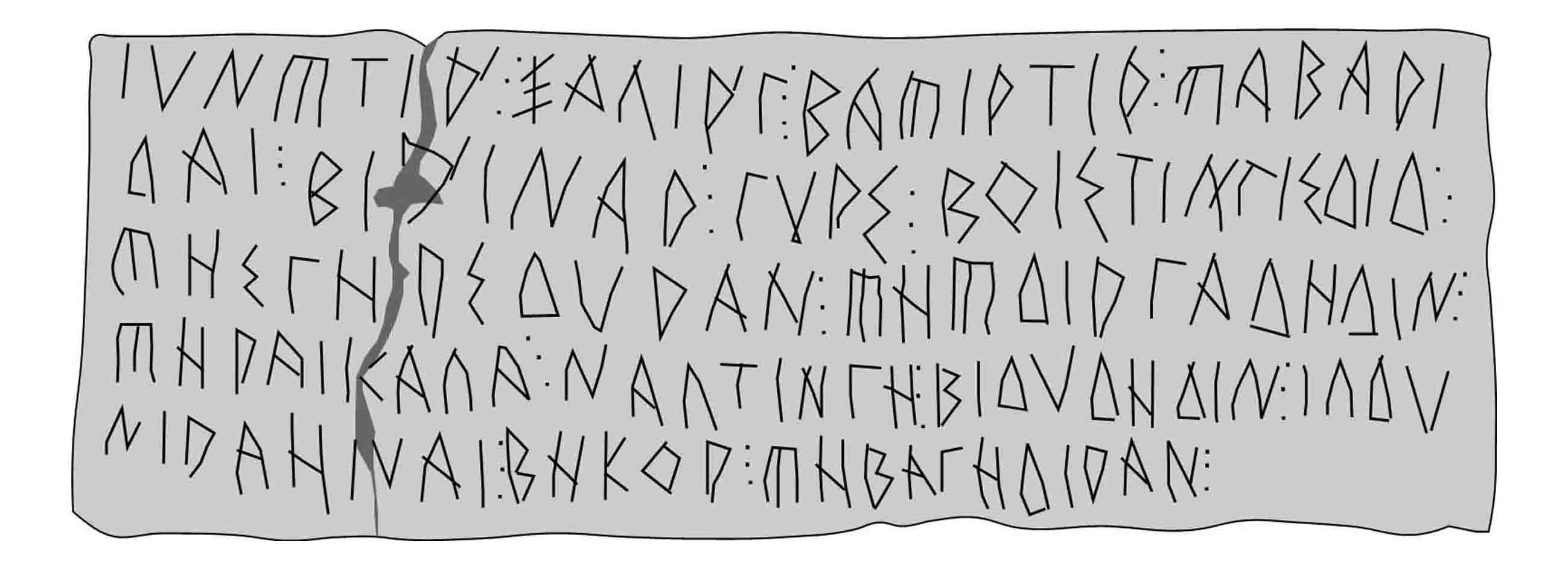
Alfabet grecoibèric. Cara B del plom de la Serreta (Alcoi).
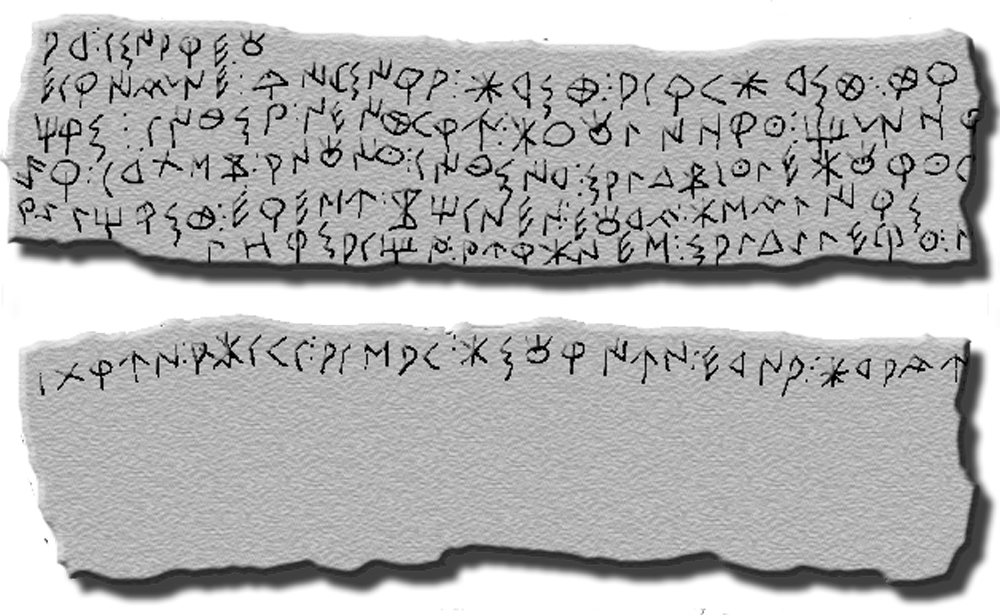
Escriptura ibèrica nord-oriental dual. Plom d'Ullastret).
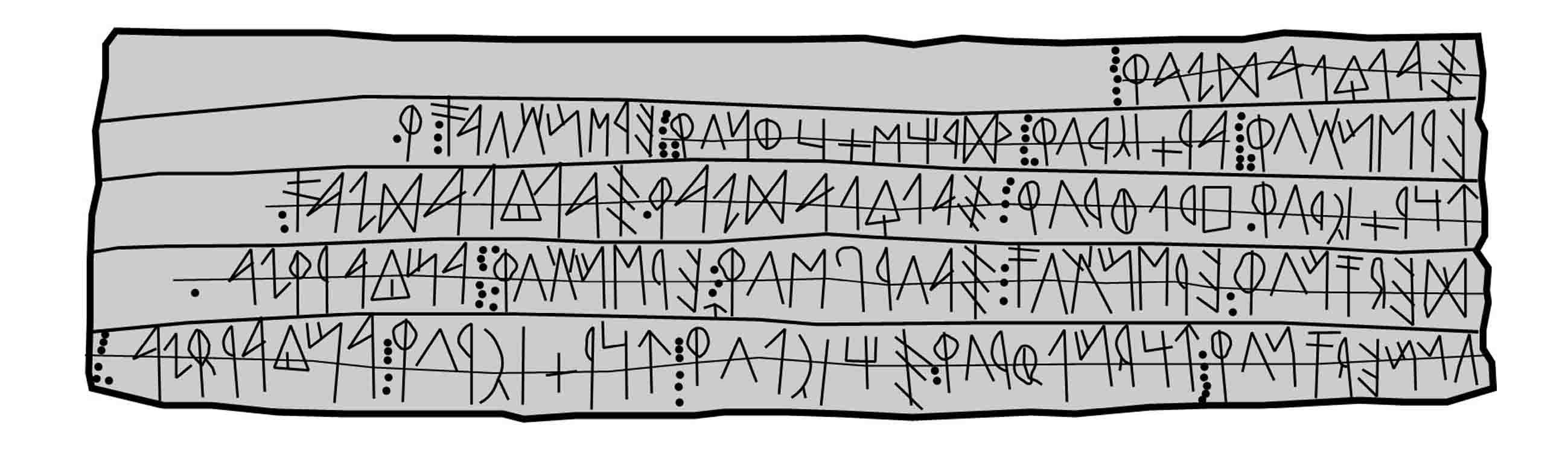
Escriptura ibèrica sud-oriental. Cara A del plom de La Bastida de les Alcusses (Moixent).